# Lene Rikke Bresson
 Der er for få eller ingen kildehenvisninger i denne artikel, hvilket er et problem. Du kan hjælpe ved at angive troværdige kilder til de påstande, som fremføres i artiklen.

Lene Rikke Bresson (født 25. september 1963 i Åbyhøj) er dansk forfatter og centerchef for Borger & Branding i Guldborgsund kommune. 
2015 - 2019 var hun Kulturskoleleder i Viborg Kommune. 2010 - 2015 var hun leder af den treårige forfatterlinje på Dansk Talentakademi i Holstebro kommune. 
Hun blev student fra Egedal Gymnasium i 1982 og uddannet cand.oecon. fra Århus Universitet 1989. I 2015 tog hun lederuddannelsen Pathfinder/stifinder, og i 2023 blev hun uddannet mediator hos Danske Advokater.
Hun er samfundsdebattør og skriver kronikker og debatindlæg. Hun vandt kronikkonkurrencen 'Fremtidens By' udskrevet af JyllandsPosten 1999 sammen med boligministeriet og var i en årrække tilknyttet JyllandsPosten som fast søndagskronikør. 

### Romaner
- Det brænder stadig, 2024, ReveaLit, 3. selvstændige roman i "Mona Lisa Kirk"-serien
- Den forkerte forfatter, 2013, skrevet under pseudonymet Carl Tesbaum
- Das Mädchen am Kreuz, 2012, Forlaget Knaur Tashenbuch Verlag
- Den gule plet, roman, 2011, Politikens forlag
- Set fra himlen, roman, 2010, Politikens forlag
- DYtrilogien bestående af romanerne Magtværk, 2008, Månegrus, 2004, og Genveje, 1999

### Børneromaner
- Selene Vesta og hekselemmen, 2007
- Selene Vesta og rejsen hjem, 2003

### Fagbøger
- Den anden side, ledelsesbog, 2001, JyllandsPostens Forlag

### Storytelling – bestillingsopgaver
- Jeps bog om Coro, 2007
- Alle tiders brille (om Thiele), 2004

### Redaktør
- Midtjyske fortællinger (19 danske forfatteres noveller ud af deres sted i Midtjylland), 2008, forlaget Hald Hovedgaard
- EKSTRA-DAILY - poesi på en torsdag (34 digteres hyldest til Odin Teatret), 2014

### Sammen med andre
- Midt i a ræs, 2014, skrevet sammen med Anne-Mette Rasmussen og Gitte Hornshøj.
- Lene Rikke Bresson har endvidere medvirket i den prisbelønnede TV2-serie "Den perfekte opdragelse?" hvor hun sammen med sin mand, Bo Bresson, deler deres syn på det gode familieliv.